# China Open 2007 - Qualificazioni singolare femminile
Le qualificazioni del singolare femminile del China Open 2007 sono state un torneo di tennis preliminare per accedere alla fase finale della manifestazione. I vincitori dell'ultimo turno sono entrati di diritto nel tabellone principale. In caso di ritiro di uno o più giocatori aventi diritto a questi sono subentrati i lucky loser, ossia i giocatori che hanno perso nell'ultimo turno ma che avevano una classifica più alta rispetto agli altri partecipanti che avevano comunque perso nel turno finale.
Le qualificazioni del torneo China Open  2007 prevedevano 32 partecipanti di cui 4 sono entrati nel tabellone principale.

## Teste di serie
1. Maria-Emilia Salerni (ultimo turno)
2. Catalina Castaño (ultimo turno)
3. Hsieh Su-wei (ultimo turno)
4. Yuan Meng (ultimo turno)

1. Julie Ditty (Qualificata)
2. Iroda Tulyaganova (secondo turno)
3. Ayumi Morita (primo turno)
4. Shuai Zhang (primo turno)

## Qualificati
1. Julie Ditty
2. Marina Eraković

1. Abigail Spears
2. Yi-Fan Xu

## Tabellone

### Legenda
| - Q = Qualificato - WC = Wild card - LL = Lucky loser | - ALT = Alternate - SE = Special Exempt - PR = Protected Ranking | - w/o = Walkover - r = Ritirato - d = Squalificato |

### Sezione 1
|  | Primo turno    | Primo turno          | Primo turno          | Primo turno | Primo turno |  |  | Secondo turno | Secondo turno        | Secondo turno | Secondo turno | Secondo turno |   |   | Ultimo turno | Ultimo turno         | Ultimo turno         | Ultimo turno | Ultimo turno |  |
|  |                |                      |                      |             |             |  |  |               |                      |               |               |               |   |   |              |                      |                      |              |              |  |
|  | 1              | Maria-Emilia Salerni | Maria-Emilia Salerni | 6           | 6           |  |  |               |                      |               |               |               |   |   |              |                      |                      |              |              |  |
|  |                | Chen Liang           | Chen Liang           | 2           | 1           |  |  | 1             | Maria-Emilia Salerni | 6             | 3             | 6             |   |   |              |                      |                      |              |              |  |
|  | Agnes Szatmari | Agnes Szatmari       | Agnes Szatmari       | 6           | 6           |  |  |               | Agnes Szatmari       | 1             | 6             | 1             |   |   |              |                      |                      |              |              |  |
|  | Nan Dong       | Nan Dong             | Nan Dong             | 3           | 0           |  |  |               |                      |               |               |               |   |   | 1            | Maria-Emilia Salerni | Maria-Emilia Salerni | 5            | 0            |  |
|  | Jing-Jing Lu   | Jing-Jing Lu         | Jing-Jing Lu         | 6           | 6           |  |  |               |                      | 5             | Julie Ditty   | Julie Ditty   | 7 | 6 |              |                      |                      |              |              |  |
|  | Li Ting        | Li Ting              | Li Ting              | 1           | 4           |  |  |               | Jing-Jing Lu         | Jing-Jing Lu  | 1             | 5             |   |   |              |                      |                      |              |              |  |
|  | 5              | Julie Ditty          | Julie Ditty          | 6           | 6           |  |  | 5             | Julie Ditty          | Julie Ditty   | 6             | 7             |   |   |              |                      |                      |              |              |  |
|  |                | Chun-Yan He          | Chun-Yan He          | 0           | 0           |  |  |               |                      |               |               |               |   |   |              |                      |                      |              |              |  |

### Sezione 2
|  | Primo turno     | Primo turno       | Primo turno     | Primo turno | Primo turno |  |  | Secondo turno | Secondo turno     | Secondo turno     | Secondo turno   | Secondo turno   |   |   | Ultimo turno | Ultimo turno     | Ultimo turno     | Ultimo turno | Ultimo turno |  |
|  |                 |                   |                 |             |             |  |  |               |                   |                   |                 |                 |   |   |              |                  |                  |              |              |  |
|  | 2               | Catalina Castaño  | 7               | 2           | 6           |  |  |               |                   |                   |                 |                 |   |   |              |                  |                  |              |              |  |
|  |                 | Anda Perianu      | 63              | 6           | 4           |  |  | 2             | Catalina Castaño  | Catalina Castaño  | 6               | 6               |   |   |              |                  |                  |              |              |  |
|  | Sophie Lefèvre  | Sophie Lefèvre    | Sophie Lefèvre  | 6           | 6           |  |  |               | Sophie Lefèvre    | Sophie Lefèvre    | 1               | 3               |   |   |              |                  |                  |              |              |  |
|  | Qiang Wang      | Qiang Wang        | Qiang Wang      | 2           | 3           |  |  |               |                   |                   |                 |                 |   |   | 2            | Catalina Castaño | Catalina Castaño | 4            | 0            |  |
|  | Marina Eraković | Marina Eraković   | Marina Eraković | 6           | 6           |  |  |               |                   |                   | Marina Eraković | Marina Eraković | 6 | 6 |              |                  |                  |              |              |  |
|  | Jing Ren        | Jing Ren          | Jing Ren        | 2           | 2           |  |  |               | Marina Eraković   | Marina Eraković   | 6               | 6               |   |   |              |                  |                  |              |              |  |
|  | 6               | Iroda Tulyaganova | 5               | 6           | 6           |  |  | 6             | Iroda Tulyaganova | Iroda Tulyaganova | 4               | 3               |   |   |              |                  |                  |              |              |  |
|  |                 | Alina Židkova     | 7               | 4           | 2           |  |  |               |                   |                   |                 |                 |   |   |              |                  |                  |              |              |  |

### Sezione 3
|  | Primo turno        | Primo turno        | Primo turno        | Primo turno | Primo turno |  |  | Secondo turno     | Secondo turno     | Secondo turno | Secondo turno  | Secondo turno  |   |   | Ultimo turno | Ultimo turno | Ultimo turno | Ultimo turno | Ultimo turno |  |
|  |                    |                    |                    |             |             |  |  |                   |                   |               |                |                |   |   |              |              |              |              |              |  |
|  | 3                  | Hsieh Su-wei       | Hsieh Su-wei       | 7           | 6           |  |  |                   |                   |               |                |                |   |   |              |              |              |              |              |  |
|  |                    | Wan-Ting Liu       | Wan-Ting Liu       | 5           | 3           |  |  | 3                 | Hsieh Su-wei      | 3             | 7              | 6              |   |   |              |              |              |              |              |  |
|  | Yan-Chong Chen     | Yan-Chong Chen     | Yan-Chong Chen     | 6           | 6           |  |  |                   | Yan-Chong Chen    | 6             | 68             | 1              |   |   |              |              |              |              |              |  |
|  | Shan-Shan Song     | Shan-Shan Song     | Shan-Shan Song     | 4           | 4           |  |  |                   |                   |               |                |                |   |   | 3            | Hsieh Su-wei | Hsieh Su-wei | 5            | 1            |  |
|  | Abigail Spears     | Abigail Spears     | Abigail Spears     | 6           | 6           |  |  |                   |                   |               | Abigail Spears | Abigail Spears | 7 | 6 |              |              |              |              |              |  |
|  | Marija Kondrat'eva | Marija Kondrat'eva | Marija Kondrat'eva | 0           | 2           |  |  | Abigail Spears    | Abigail Spears    | 6             | 3              | 7              |   |   |              |              |              |              |              |  |
|  |                    | Raquel Kops-Jones  | 6                  | 3           | 6           |  |  | Raquel Kops-Jones | Raquel Kops-Jones | 2             | 6              | 5              |   |   |              |              |              |              |              |  |
|  | 8                  | Shuai Zhang        | 2                  | 6           | 2           |  |  |                   |                   |               |                |                |   |   |              |              |              |              |              |  |

### Sezione 4
|  | Primo turno  | Primo turno  | Primo turno  | Primo turno | Primo turno |  |  | Secondo turno | Secondo turno | Secondo turno | Secondo turno | Secondo turno |   |   | Ultimo turno | Ultimo turno | Ultimo turno | Ultimo turno | Ultimo turno |  |
|  |              |              |              |             |             |  |  |               |               |               |               |               |   |   |              |              |              |              |              |  |
|  | 4            | Yuan Meng    | 3            | 7           | 7           |  |  |               |               |               |               |               |   |   |              |              |              |              |              |  |
|  |              | Lei Huang    | 6            | 5           | 6(1)        |  |  | 4             | Yuan Meng     | Yuan Meng     | 6             | 7             |   |   |              |              |              |              |              |  |
|  | Yi-Miao Zhou | Yi-Miao Zhou | 6            | 4           | 6           |  |  |               | Yi-Miao Zhou  | Yi-Miao Zhou  | 4             | 5             |   |   |              |              |              |              |              |  |
|  | Jia Xiang Lu | Jia Xiang Lu | 0            | 6           | 3           |  |  |               |               |               |               |               |   |   | 4            | Yuan Meng    | Yuan Meng    | 4            | 3r           |  |
|  | Yi-Fan Xu    | Yi-Fan Xu    | 6            | 5           | 7           |  |  |               |               |               | Yi-Fan Xu     | Yi-Fan Xu     | 6 | 5 |              |              |              |              |              |  |
|  | Han Xinyun   | Han Xinyun   | 3            | 7           | 65          |  |  | Yi-Fan Xu     | Yi-Fan Xu     | Yi-Fan Xu     | 6             | 6             |   |   |              |              |              |              |              |  |
|  |              | Jia-Jing Lu  | Jia-Jing Lu  | 6           | 6           |  |  | Jia-Jing Lu   | Jia-Jing Lu   | Jia-Jing Lu   | 2             | 1             |   |   |              |              |              |              |              |  |
|  | 7            | Ayumi Morita | Ayumi Morita | 4           | 1           |  |  |               |               |               |               |               |   |   |              |              |              |              |              |  |